# 加藤知世子
加藤 知世子（かとう ちよこ、1909年11月20日 - 1986年1月3日）は、新潟県出身の俳人。本名チヨセ。旧姓・矢野。東頸城郡安塚（現上越市）生。1929年、加藤楸邨と結婚。1931年、句作をはじめ「若竹」「馬酔木」に投句。1940年、楸邨の「寒雷」創刊とともに参加。1954年、池上不二子、柴田白葉女らと「女性俳句」を創刊、編集に携わる。句集に『冬萌』『朱鷺』『太麻由良』『夢たがへ』『飛燕草』『頬杖』がある。